# Piossasco
Piossasco is een gemeente in de Italiaanse provincie Turijn (regio Piëmont) en telt 17.985 inwoners (2021). De oppervlakte bedraagt 40,0 km², de bevolkingsdichtheid is 424 inwoners per km².

## Demografie
Piossasco telt ongeveer 6760 huishoudens. Het aantal inwoners steeg in de periode 1991-2001 met 3,8% volgens cijfers uit de tienjaarlijkse volkstellingen van ISTAT.
| Jaar | Inwoneraantal |
| ---- | ------------- |
| 1991 | 15.554        |
| 2001 | 16.138        |

## Geografie
De gemeente ligt op ongeveer 304 m boven zeeniveau.
Piossasco grenst aan de volgende gemeenten: Trana, Rivalta di Torino, Sangano, Bruino, Cumiana, Volvera.